# Mali kivi
Mali kivi (lat. Apteryx owenii) je mala vrsta kivija koja živi na Južnom otoku u Novom Zelandu. Živi u zimzelenim šumama. 

## Opis
Prosječno je dug 35-35 centimetara. Mužjak je težak 0.9-1.3 kilograma, a ženka 1-1.9 kilograma. Ima blijedo perje išarano sivom bojom, s bijelim pjegicama. Kljun je dosta tanak i dug, te je boje slonovače. Noge su su blijede. 

## Ponašanje
Za razliku od većine ostalih ptica, mali kivi ima dobro razvijena osjetila njuha i sluha, dok je osjetilo vida slabo razvijeno. To je sigurno u vezi s njegovim noćnim načinom života. Tijekom dana ostaje sakriven u svojim iskopanim rupama. Živi u parovima i izrazito je teritorijalna vrsta tako da jedan par može godinama živjeti na istom teritoriju. Svo teritorij održava i štiti komunicirajući glasovima. 
Hrani se kako životinjama tako i biljkama, svežder je. Od životinja su to najčešće pauci, prstenasti crvi i ličinke kukaca, a od biljaka šumsko voće koje opadne na tlo. 

## Razmnožavanje
Gnijezda pravi u rupama koje kopa u šumskom tlu i u njih polaže jedno do dva jaja. Mladunci izlegli iz jaja su veliki i dobro tazvijeni pa imaju dobru priliku pa opstanu u lošim uvjetima kao što su nedostatak hrane ili nepovoljne vremenske prilike.
Jedinstven je po načinu na koji podiže mlade. Mužjak leži na jajima 70 dana po 21 sat dnevno. Prvih nekoliko dana po izlijeganju iz jajeta mlade ptiće ne hrane roditelji već se hrane žumannkom iz žumanjčane vrećice. Poslije toga sami noću traže hranu, a roditelji ih prate samo zbog zaštite.

## Vanjske poveznice
|  | Zajednički poslužitelj ima stranicu o temi Apteryx owenii    |
|  | Zajednički poslužitelj ima još gradiva o temi Apteryx owenii |
|  | Wikivrste imaju podatke o taksonu Apteryx owenii             |